# Світова геодезична система
Світова геодезична система (англ. World Geodetic System — WGS) — стандартизована координатна система на Землі, яка розроблена та підтримується Національним агентством геопросторової розвідки США). Застосовується в картографії, геодезії й навігації, зокрема, у системі глобального позиціонування (GPS). Включає стандартну сфероїдальну опорну поверхню (датум або референц-еліпсоїд) для даних виміряної висоти і гравітаційну еквіпотенціальну поверхню (для геоїда), яка визначає номінальний рівень моря.
Найновішою версією є WGS84 (яка також позначається як WGS 1984, EPSG:4326), ухвалена 1984 року та востаннє переглянута 2004 року. Попередніми версіями були WGS 72, WGS 66, і WGS 60.
Міжнародною асоціацією геодезії (IAG) застосування світової геодезичної системи рекомендовано поряд із міжнародною земною координатною системою (ITRS), якщо не потрібна надзвичайно висока точність (точніше одного метра), оскільки розбіжність між світовою геодезичною системою та ITRS становить менше метра.

## Основні параметри
Початок координат системи WGS 84 перебуває в центрі мас Землі; вважається, що похибка становить менше 2 см.
Меридіан із нульовою довготою в системі WGS 84 — це опорний меридіан IERS, що перебуває за 5,3 кутових секунд на схід від Гринвіцького меридіану (102 метри на широті Гринвіцької королівської обсерваторії).
Поверхня датума системи WGS 84 це стиснутий еліпсоїд із великим (екваторіальним) радіусом a = 6378137 м на екваторі і стисненням f = 1/298.257223563. T Полярна напівмірна вісь b тоді дорівнює a × (1 − f) = 6356752.3142 м.
На теперішній час, WGS 84 використовує геоїд EGM96 (Гравітаційна модель Землі 1996 р.), який було переглянуто 2004 року. Цей геоїд визначає поверхню номінального рівня моря за допомогою рядів сферичних гармонік зі ступенем 360 (що забезпечує приблизно 100 км роздільну здатність по широті поблизу екватора). Відхилення геоїда EGM96 від опорного еліпсоїда WGS 84 змінюється в діапазоні від −105 м до +85 м. EGM96 відрізняється від початкового геоїда WGS 84 і має назву EGM84.

## Історія

WGS 84 система відліку.

На початку 1980-х необхідність створення нової світової геодезичної системи була визнана геодезичною спільнотою, а також Міністерством оборони США. Існуюча тоді WGS 72 більше не забезпечувала достатніх даних, інформації, географічного покриття або точності результату для поточних і майбутніх задач. Засоби для створення нової WGS були доступні завдяки існуванню нових уточнених даних, збільшення покриття даними, нових типів даних і покращених технологій. Параметри GRS 80 разом із доступними спостереженнями за допомогою Доплера, супутникового лазерного далекоміра і радіоінтерферометрії з наддовгою базою (РНДБ) принесли важливу нову інформацію. Важливим джерелом отримання нових даних став супутниковий радіолокаційний альтиметр. Також з’явився метод найменших квадратів, який називається колокацією[джерело?], що дозволив забезпечити цілісне комбіноване рішення з різних типів вимірювань, всі вони пов'язані з гравітаційний полем Землі, тобто геоїдом, гравітаційними аномаліями, відхиленнями, динаміки Доплера, тощо.